# Bongo (Ghana)
Bongo is een klein stadje in Noord-Ghana, met een marktje en een bescheiden centrum. Het ligt ongeveer vijftien kilometer ten noorden van Bolgatanga, de hoofdstad van de Upper East Region en de grootste stad uit de wijde omtrek. Bongo heeft ongeveer 5000 inwoners.